# مجلة علم الأعصاب
مجلة علم الأعصاب هي مجلة علمية أسبوعية تتم مراجعتها من قبلمراجعة الأقران تنشرها جمعية علم الأعصاب . ويغطي البحث التجريبي في جميع جوانب علم الأعصاب . رئيس تحريرها هو مارينا بيكيتو ( جامعة ييل ). وفقًا لـتقارير الاستشهاد بالمجلات الأكاديمية ، فإن عامل التأثير للمجلة لعام 2020 يبلغ 6.167. 

## تاريخها
تأسست المجلة عام 1981 وصدرت أعداد شهرية منها مع تزايد شعبيتها، تحولت إلى نشر نصف شهري في عام 1996 ثم إلى أسبوعي في يوليو 2003.

## الموضوعات

### المواضيع الرئيسية
تظهر المقالات في أحد الأقسام الخمسة التالية من المجلة:
- الخلوية / الجزيئية
- التطوير / اللدونة / الإصلاح
- الأنظمة / الدوائر
- السلوكيات/ الإدراك
- البيولوجيا العصبية للمرض

قامت المجلة بمراجعة أقسامها على مر السنين. في عام 2004 ، أضافت قسم البيولوجيا العصبية للأمراض بسبب العدد المتزايد من الأوراق حول هذا الموضوع. في يناير 2013 ، قسمت المجلة قسم السلوكيات/ الأنظمة/ الإدراك إلى قسمين، قسم الأنظمة/الدوائر و قسم السلوكيات/الإدراك ، من أجل جعل أقسام المجلة متماثلة في الحجم تقريبًا. 

### السمات
بالإضافة إلى ذلك، تحتوي بعض أعداد المجلة على مقالات في الأقسام التالية:
- اتصالات موجزة
- نادي المجلة (مراجعات موجزة للمقالات التي ظهرت في المجلة ؛ كتبها طلاب الدراسات العليا أو زملاء ما بعد الدكتوراه ؛ نُشرت لأول مرة في سبتمبر 2005)

## روابط خارجية
- الموقع الرسمي